# Донецький апеляційний господарський суд

Юрисдикція суду

Доне́цький апеляці́йний господа́рський суд — колишній апеляційний господарський суд загальної юрисдикції, розміщений у місті Харкові. Юрисдикція суду поширювалася на Донецьку, Запорізьку та Луганську області.
Утворений 2001 року.
У зв'язку з тимчасовою окупацією частини території України, суд 12 листопада 2014 року переведений з Донецька до Харкова.
Суд здійснював правосуддя до початку роботи Східного апеляційного господарського суду, що відбулося 3 жовтня 2018 року.

## Керівництво
Голова суду — Малашкевич Сергій Анатолійович
 Заступник голови суду — Ушенко Людмила Володимирівна
 Керівник апарату — Захарова Олена Василівна.

## Структура
У суді створено дві судових палати:
1. з розгляду справ за участю органів державної влади і місцевого самоврядування та справ, що не пов'язані з договірними відносинами між суб'єктами господарювання;
2. з розгляду справ у спорах, що виникають з договірних відносин між суб'єктами господарювання[2].

Функціонують відділи:
- Фінансово-економічний
- кадрової роботи та державної служби
- організаційної роботи, документального забезпечення та канцелярії
- узагальнення судової практики та аналізу судової статистики
- інформаційно-технічного забезпечення
- матеріального забезпечення та господарської діяльності
- Служба судових розпорядників[9].

## Показники діяльності у 2015 році
- Перебувало на розгляді справ — 2918
  - надійшло у 2015 році — 2918
- Розглянуто — 1543[10]